# St. Johns (Arizona)
St. Johns – miasto w Stanach Zjednoczonych, w stanie Arizona, stolica hrabstwa Apache.

## Demografia
W 2008 liczyło 3630 mieszkańców. W 2023 liczba mieszkańców spadła do 3362 osób, a gęstość zaludnienia do 196,6 osoby/km².